# E251 (trasa europejska)
E251 – trasa europejska biegnąca przez Niemcy. Zaliczana do tras kategorii B droga łączy Sassnitz z Berlinem. Jej długość wynosi 286 km.